# ماتياس كاسترو
ماتياس كاسترو (بالإسبانية: Matías Castro)‏ (24 أكتوبر 1987 بكانلونيس في الأوروغواي - ) هو لاعب كرة قدم أوروغواني في مركز حراسة المرمى. لعب مع نادي ليفربول ويونيون دي سانتا في.

## وصلات خارجية
- ماتياس كاسترو على موقع قاعدة بيانات كرة القدم.إي يو (الإنجليزية)
- ماتياس كاسترو على موقع Soccerway.com (الإنجليزية)